# Crookes Peak
Der Crookes Peak ist ein rund 1500 m hoher Berg an der Graham-Küste des Grahamlands im Norden der Antarktischen Halbinsel. Er ragt auf der Ostseite des Widmark-Piedmont-Gletschers auf halbem Weg zwischen dem Stair Hill und dem Rugg Peak auf.
Teilnehmer der British Graham Land Expedition (1934–1937) unter der Leitung des australischen Polarforschers John Rymill kartierten ihn. Das UK Antarctic Place-Names Committee benannte ihn 1959 nach dem britischen Physiker und Chemiker William Crookes (1832–1919), dessen Pionierleistungen auf dem Gebiet der optischer Eigenschaften von getöntem Glas zur Entwicklung der ersten Brillen zur wirksamen Vermeidung von Schneeblindheit führten.